# (39653) Carnera
Pour les articles homonymes, voir Carnera.
(39653) Carnera est un astéroïde de la ceinture principale.

## Description
(39653) Carnera est un astéroïde de la ceinture principale. Il fut découvert le 17 octobre 1995 à Sormano par Piero Sicoli et Pierangelo Ghezzi. Il présente une orbite caractérisée par un demi-grand axe de 2,69 UA, une excentricité de 0,04 et une inclinaison de 15,0° par rapport à l'écliptique.

## Compléments